# Aptesis alpineti
Aptesis alpineti là một loài tò vò trong họ Ichneumonidae.